# Verstimmung (Psychologie)
Als Verstimmungen werden in der klinisch-psychologischen und der psychiatrischen Fachsprache Veränderungen der Stimmungslage bezeichnet, die bis in den krankhaften Bereich reichen können.

## Auftreten
Verstimmungen treten bei psychotischen Störungen (Psychose), entweder als grundlose und übersteigerte Heiterkeit oder als tiefe Niedergeschlagenheit, als Manie, als Depression oder reaktiv als neurotische Depression beziehungsweise Dysthymie auf.
Neben dem Hauptsymptom der übersteigert gedrückten oder gehobenen Stimmungslage treten meist auch Antriebsstörungen, Insuffizienzgefühle, motorische und eventuell psychische Hemmungen, körperliche Allgemeinstörungen und/oder vegetative Beschwerden auf.
In der Umgangssprache wird der Ausdruck in der Regel für vorübergehende schlechte Laune benutzt, wie z. B. mit der Redewendung Post-Travel-Depression.